# Newport (Shropshire)
Newport è un paese di 10 814 abitanti della contea dello Shropshire, in Inghilterra.